# Passiflora ovalis
Passiflora ovalis är en passionsblomsväxtart som beskrevs av Vell.. Passiflora ovalis ingår i släktet passionsblommor, och familjen passionsblomsväxter. Inga underarter finns listade i Catalogue of Life.